# Сэкса
Сэкса (англ. Seaxa; умер в 508 году) — сын Сэгфугла, вождя саксов, возводившего своё происхождение к Арминию.
Возможно, Сэкса погиб в битве при Ллонгборте в сражении против Герайнта Думнонийского.